# Geoff Aunger
Geoff Aunger (Red Deer, Canadá, 4 de febrero de 1968) es un exfutbolista de Canadá que jugaba en las posiciones de defensa, centrocampista y delantero centro.

## Carrera

### Club
| Periodo   | Club                   | Apariciones | Goles |
| --------- | ---------------------- | ----------- | ----- |
| 1987      | Vancouver 86ers        | 5           | 0     |
| 1988–1989 | Winnipeg Fury          | 52          | 19    |
| 1990      | Victoria Vistas        | 23          | 8     |
| 1991      | Hamilton Steelers      | 27          | 10    |
| 1992      | London Lasers          | 17          | 8     |
| 1993      | Vancouver 86ers        | 11          | 3     |
| 1993-1994 | Luton Town FC          | 6           | 1     |
| 1994      | Chester City FC        | 5           | 0     |
| 1995      | Milwaukee Wave         | 22          | 10    |
| 1996      | Vancouver 86ers        | 18          | 7     |
| 1996      | New England Revolution | 29          | 3     |
| 1996–1997 | Stockport County FC    | 1           | 0     |
| 1997      | Seattle Sounders       | 24          | 8     |
| 1998–2000 | DC United              | 74          | 4     |
| 2001      | Colorado Rapids        | 1           | 0     |

### Selección nacional
Debutó con Canadá en marzo de 1991 en la North American Championship ante México, pero su primer partido oficial reconocido por FIFA fue en abril de 1992 en un partido amistoso ante China. Jugó en 44 ocasiones con la selección nacional y anotó 4 goles, 13 de esos partidos fueron de clasificación para la Copa Mundial de Fútbol.
Su último partido internacional fue en noviembre de 1997 ante Costa Rica por la clasificación de Concacaf para la Copa Mundial de Fútbol de 1998, partido en el cual jugaron su último partido internacional Alex Bunbury, Frank Yallop y Colin Miller.
| # | Fecha                   | Sede                                   | Rival     | Marcador | Resultado | Torneo                                               |
| - | ----------------------- | -------------------------------------- | --------- | -------- | --------- | ---------------------------------------------------- |
| 1 | 15 de noviembre de 1992 | Swangard Stadium, Burnaby, Canadá      | Bermudas  | 4–2      | 4–2       | Clasificación para la Copa Mundial de Fútbol de 1994 |
| 2 | 15 de julio de 1993     | Estadio Azteca, México DF, México      | Martinica | 1–0      | 2–2       | Copa de Oro de la Concacaf 1993                      |
| 3 | 1 de agosto de 1995     | Varsity Stadium, Toronto, Canadá       | Jamaica   | 3–1      | 3–1       | Caribana Cup                                         |
| 4 | 30 de agosto de 1996    | Commonwealth Stadium, Edmonton, Canadá | Panamá    | 1–0      | 3–1       | Clasificación para la Copa Mundial de Fútbol de 1998 |

## Logros

### Club
- Major League Soccer (1): 1999

### Individual
- MLS All-Star (1): 1998[2]